# Nijverheidsgewas
Nijverheidsgewassen zijn geteelde planten die belangrijke grondstoffen leveren voor de industrie. 
Vlas is het oudste nijverheidsgewas, er wordt vooral linnen van gemaakt. Ook katoen wordt gebruikt voor textielfabricage. Hennep werd vroeger veel toegepast voor het maken van touw. Cichorei waaruit het suikervervangende inuline wordt gewonnen. Koolzaad en graan bestemd voor het maken van brandstof (biodiesel) wordt ook een nijverheidsgewas genoemd.